# Trường đua chó Vũng Tàu

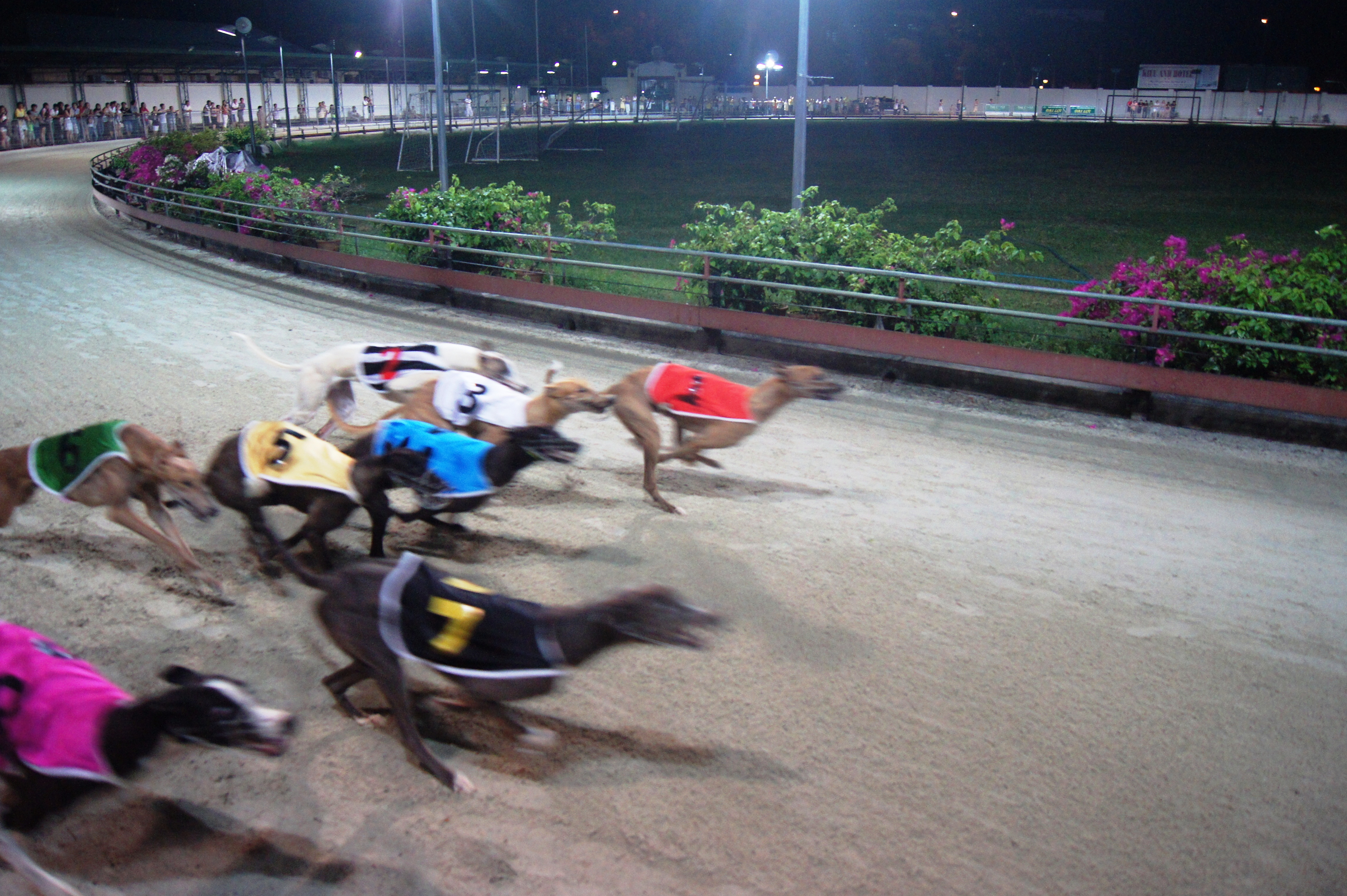
Cuộc đua chó diễn ra ở Trường đua chó Vũng Tàu

Trường đua chó Vũng Tàu được tổ chức tại sân vận động Lam Sơn, thành phố Vũng Tàu, là nơi duy nhất ở Việt Nam tổ chức đua chó. Các cuộc đua chó được tổ chức vào thứ 6, thứ 7 hàng tuần, trường đua chó mở cửa cho người dân và du khách tới tham dự. Khán giả có thể tham gia chương trình dự thưởng bằng cách đánh cược vào các con chó tham gia cuộc đua.
Trường đua này do một Việt kiều Úc đầu tư và được chính thức cấp phép từ năm 2001 tại Vũng Tàu. Giống chó đua là một giống chó săn có nguồn gốc từ Ireland được người Úc nhân giống, rồi cung cấp cho trường đua chó Vũng Tàu và nhiều nước khác.